# Mantelverordnung für Ersatzbaustoffe und Bodenschutz
Die Mantelverordnung für Ersatzbaustoffe und Bodenschutz (amtlich: Verordnung zur Einführung einer Ersatzbaustoffverordnung, zur Neufassung der Bundes-Bodenschutz- und Altlastenverordnung und zur Änderung der Deponieverordnung und der Gewerbeabfallverordnung) bezieht sich auf die Einführung bzw. Änderung mehrerer Regelwerke im Abfallrecht. Sie wurde am 1. August 2023 eingeführt und umfasst im Wesentlichen 4 Verordnungen. Mineralische Abfälle sind mit jährlich 275 Mio. Tonnen (Abfallbilanz 2023) die größte Abfallart. Eine entsprechend hohe Bedeutung kommt der Ersatzbaustoffverordnung zu.

## Begriff „Mantelverordnung“
Eine Mantelverordnung ist ein Rechtsinstrument, durch das mehrere inhaltlich zusammenhängende Verordnungen gleichzeitig eingeführt, geändert oder aufgehoben werden. Dadurch können komplexe Sachverhalte in ein einheitliches Regelwerk integriert werden. Dieselbe Rechtssetzungstechnik wird bei Mantelgesetzen verwendet.

## Regelwerke
Die hier vorliegende Mantelverordnung für Ersatzbaustoffe und Bodenschutz bezieht sich im Wesentlichen auf folgende Verordnungen:
- Ersatzbaustoffverordnung (EBV): Regelt den Einsatz mineralischer Ersatzbaustoffe (z. B. Recyclingbaustoffe) in Bauvorhaben[4]
- Deponieverordnung (DepV): Legt Vorschriften für die Ablagerung von Abfällen auf Deponien fest (Endablagerung)[5]
- Bundes-Bodenschutzverordnung (BBodSchV): Definiert Anforderungen zum Schutz des Bodens vor schädlichen Verunreinigungen[6]
- Gewerbeabfallverordnung (GewAbfV): Beschreibt unter anderem Trenn- und Verwertungspflichten für gewerbliche Abfälle, einschließlich mineralischer Bau- und Abbruchabfälle.[7]

## Zielsetzung
Die Mantelverordnung bzw. die Änderung und Einführung der Regelwerke sollte die bisher überwiegend länderspezifische Abfallwirtschaft hinsichtlich der Entsorgung von mineralischen Abfällen einheitlich und bundesweit regeln. Sie sollte vor allem auch den Einsatz von Sekundärrohstoffen, also Abfällen zur Verwertung, erleichtern und damit die Verwertungsquote erhöhen.

## Kritik
Durch die Einführung der Ersatzbaustoffverordnung wurde das Ziel – die Erleichterung der Verwendung von Ersatzbaustoffen und bundeseinheitliche Regelungen – von Kritikern als verfehlt erklärt. Branchenverbände wie der BDE, BRM und IGAM haben Anfang 2025 ein Forderungspapier mit konkreten Vorschlägen vorgelegt.
Zentrale Punkte des Forderungspapiers sind:
- Klare Regelung des Abfallendes: Die Wiederaufnahme von § 1 Abs. 1 Nr. 3 (Entwurf a. F.) in die Ersatzbaustoffverordnung (EBV). Damit soll das Abfallende und somit der Produktstatus eindeutig definiert werden. Hierzu hat der Gesetzgeber das Eckpunktepapier zur Abfallende-Verordnung[10] herausgebracht.
- Erweiterung des Einsatzes von mineralischen Ersatzbaustoffen (MEB): Der Einsatz von mineralischen Ersatzbaustoffen soll auf Kies oder Grundgebirge ermöglicht werden. Durch die aktuelle Regelung ist dies in vielen Flussgebieten (Rhein, Donau, Elbe) dadurch verboten.
- Einführung von Bagatellgrenzen: Die Festlegung von Kleinmengenregelungen soll die bürokratische Belastung reduzieren und Anzeigepflichten für geringe Mengen minimieren. Aktuell gelten die Anforderungen auch für Kleinstmengen. Der Aufwand steht in keinem Verhältnis zum Nutzen. Dadurch wird der Einsatz von MEB in Kleinstmengen verhindert, was letztlich zur Nutzung von Primärrohstoffen führt und nachteilig für Umweltressourcen ist.
- Vereinfachung der Dokumentationspflichten: Eine Reduzierung der Dokumentationsauflagen sowie die verstärkte Zulassung digitaler Lösungen könnten den Verwaltungsaufwand erheblich verringern.
- Wiedereinführung der Materialklasse HMVA-3: Die Reaktivierung dieser Materialklasse würde die Flexibilität in der Materialverwertung steigern und die Nutzungsmöglichkeiten erweitern.
- Entlastung mobiler Anlagen: Betreiber mobiler Anlagen, insbesondere bei Baustellenwechseln, sollen nicht unverhältnismäßig belastet werden, um effiziente Arbeitsabläufe sicherzustellen.
- Bundeseinheitliche Regelung des Grundwasserabstands: Einheitliche und klare Vorgaben zum Mindestabstand zum Grundwasser sollen die Planungssicherheit erhöhen und eine einheitliche Anwendung gewährleisten.
- Streichung überflüssiger Überwachungswerte: Die Abschaffung nicht notwendiger Überwachungswerte soll Unsicherheiten reduzieren und den Verwaltungsaufwand senken.
- Definition technischer Bauwerke: Eine bundeseinheitliche Abgrenzung technischer Bauwerke von bodenähnlichen Anwendungen soll für Klarheit in der Praxis sorgen.
- Eindeutige Schnittstellen zwischen EBV und AwSV: Die Einstufung von mineralischen Ersatzbaustoffen als wassergefährdend oder nicht wassergefährdend muss bundesweit einheitlich und rechtssicher geregelt werden.